# Isabel Carlota de Anhalt-Harzgerode
Isabel Carlota de Anhalt-Harzgerode (11 de febrero de 1647 - 20 de enero de 1723) fue princesa de Anhalt-Harzgerode por nacimiento y por matrimonio, princesa de Anhalt-Köthen y más tarde duquesa de Schleswig-Holstein-Sonderburg-Norburg .

## Biografía
Ella era la hija del príncipe Federico y su primera esposa, Johanna Elisabeth, de Nassau-Hadamar . Ella se casó dos veces. Su primer esposo fue Guillermo Luis de Anhalt-Köthen . Después de su muerte en 1665, se casó con el duque Augusto de Schleswig-Holstein-Sonderburg-Plön-Norburg.
De su segundo matrimonio tuvo los siguientes hijos:
- Joaquín Federico (1668-1722), desposó a:
  1. Magdalena Juliana, Condesa Palatina de Birkenfeld-Gelnhausen
  2. Juliana Luisa, Princesa de Frisia Oriental (1698-1721)
- Isabel Augusta (1669-1709), una monja en la Abadía de Herford
- Sofía Carlota (1672-1720)
- Cristián Carlos (20 de agosto de 1674 - 23 de mayo de 1706), desposó a:
  1. Dorotea Cristina de Aichelberg (1674-1762), desde 1702 Baronesa de Karlstein, desde 1722 Princesa de Dinamarca
- Juana Dorotea (24 de diciembre de 1676 - 29 de noviembre de 1727), desposó a:
  1. Príncipe Guillermo II de Nassau-Dillenburg (1670-1724)

Después de la muerte de su segundo esposo, ella vivía en su asiento de la viuda, el castillo de Østerholm en la isla de Als . En la disputa sobre el estado del matrimonio de Christian Charles y la capacidad de su hijo para heredar Schleswig-Holstein-Plön , ella apoyó a su nuera y exdama de compañía Dorothea Christina.
- Datos: Q515759